# Итаможи
Итаможи (порт. Itamogi) — муниципалитет в Бразилии, входит в штат Минас-Жерайс. Составная часть мезорегиона Юг и юго-запад штата Минас-Жерайс. Входит в экономико-статистический микрорегион Сан-Себастьян-ду-Параизу. Население составляет 11 802 человека на 2006 год. Занимает площадь 236,453 км². Плотность населения — 49,9 чел./км².

## История
Город основан 24 июня 1872 года. 

## Статистика
- Валовой внутренний продукт на 2003 год составляет 41 364 442,00 реалов (данные: Бразильский институт географии и статистики).
- Валовой внутренний продукт на душу населения на 2003 год составляет 3658,30 реалов (данные: Бразильский институт географии и статистики).
- Индекс развития человеческого потенциала на 2000 год составляет 0,764 (данные: Программа развития ООН).